# Canton de Tarascon
Le canton de Tarascon est une ancienne division administrative française situé dans le département des Bouches-du-Rhône, dans l'arrondissement d'Arles. Après le redécoupage de 2014, il est scindé entre le nouveau canton de Châteaurenard et le nouveau canton Salon-de-Provence-1.

## Composition
| Nom                        | Code Insee | Intercommunalité                   | Superficie (km2) | Population (dernière pop. légale) | Densité (hab./km2) |
| -------------------------- | ---------- | ---------------------------------- | ---------------- | --------------------------------- | ------------------ |
| Tarascon (chef-lieu)       | 13108      | CA Arles-Crau-Camargue-Montagnette | 73,97            | 15 020 (2016)                     | 203                |
| Boulbon                    | 13017      | CA Arles-Crau-Camargue-Montagnette | 19,33            | 1 497 (2014)                      | 77                 |
| Mas-Blanc-des-Alpilles     | 13057      | CC Vallée des Baux-Alpilles        | 1,57             | 515 (2014)                        | 328                |
| Saint-Étienne-du-Grès      | 13094      | CC Vallée des Baux-Alpilles        | 29,04            | 2 406 (2014)                      | 83                 |
| Saint-Pierre-de-Mézoargues | 13061      | CA Arles-Crau-Camargue-Montagnette | 4,13             | 221 (2014)                        | 54                 |

## Représentation

### Conseillers généraux de 1833 à 2015
| Période         | Période          | Identité                                            | Étiquette                           | Qualité |
| --------------- | ---------------- | --------------------------------------------------- | ----------------------------------- | --- |
| 1833            | 1856 (décès)     | Alcide Teissier de Cadillan                         |                                     | Propriétaire, maire de Tarascon |
| 1856            | 1871             | Alfred Fornier de Violet                            |                                     | Président du Tribunal civil Maire de Mas-Blanc-des-Alpilles |
| 1871            | 1874             | Joseph Antoine Monge                                | Républicain                         | Docteur en médecine, adjoint au maire de Tarascon |
| 1874            | 1880             | Joseph Teissier de Cadillan (fils d'A. de Cadillan) | Droite légitimiste                  | Avocat Maire de Tarascon Député (1877-1878) |
| 1880            | 1882 (démission) | Joseph Antoine Monge                                | Républicain                         | Docteur en médecine, adjoint au maire de Tarascon |
| 1882            | 1892             | Louis Chabanel                                      | Républicain                         | Président du Tribunal de commerce de Tarascon Maire de Tarascon (1872-1873, 1881-1888), conseiller d'arrondissement Vice-Président du Conseil général des Bouches-du-Rhône |
| 1892            | 1896 (décès)     | Joseph Antoine Léon Riffard                         | Républicain                         | Professeur, maire de Tarascon Ancien maire des Mureaux-Meulan (Seine-et-Oise) Ancien sous-préfet de Mantes (Seine-et-Oise)                                                 |
| 1896            | 1904             | Alphonse Dorlhac de Borne                           | Républicain                         | Avocat Maire de Tarascon (1898-1904) |
| 1904            | 1910             | Georges Laffont                                     | Républicain                         | Avocat, adjoint au maire de Tarascon |
| 1910            | 1931 (décès)     | Louis Pasquet                                       | Gauche démocratique                 | Conseiller d'État Sénateur (1920-1931) Ministre (juillet 1926) Président du Conseil général (1913-1914 et 1918-1930)                                                       |
| 1931            | 1934             | Georges Laffont                                     | PRS                                 | Maire de Tarascon (1922-1931) |
| 1934            | 1940             | Marius Durand (1881-1952)                           | Rad.                                | Cultivateur et négociant à Tarascon |
|                 |                  |                                                     |                                     | |
| 1945            | 1949             | Numa Corbessas                                      | SFIO                                | Mécanicien-garagiste Maire de Tarascon (1935-1940 et 1944-1947) |
| 1949            | 1961             | Honoré Valette (1921-1976)                          | DVD                                 | Maire de Tarascon (1947-1965) |
| 1961            | 1973             | Joseph Barberin (1907-1983)                         | DVD                                 | Maire de Boulbon |
| 1973            | 1979             | Antonin Saint-Michel (1902-1994)                    | PS                                  | Maire de Tarascon (1971-1983) |
| 1979            | 1989 (décès)     | Robert Lalauze (1918-1989)                          | PS                                  | Attaché principal d'administration centrale au ministère de l'Economie et des Finances, puis principal de collège à Arles                                                  |
| 1989            | 2002 (démission) | Thérèse Aillaud                                     | RPR                                 | Attachée de préfecture Maire de Tarascon (1983-2002) Députée (1993-1997)                                                                                                   |
| 20 octobre 2002 | 2015             | Lucien Limousin                                     | DVD puis UMP puis DVD (depuis 2007) | Cadre Maire de Tarascon depuis 2014 |

### Conseillers d'arrondissement (de 1833 à 1940)
| Période                                  | Période | Identité                    | Étiquette           | Qualité |
| ---------------------------------------- | ------- | --------------------------- | ------------------- | --- |
| 1833                                     | 1848    | M. André                    |                     | Propriétaire à Masblanc                                                                                     |
|                                          |         |                             |                     | |
| 1852                                     |         | Étienne Ferrand (1798-1880) |                     | Avocat à Tarascon, propriétaire à Maillane                                                                  |
|                                          |         |                             |                     | |
| 1871                                     | 1874    | Eugène Dellon               | Républicain radical | Avoué, premier adjoint au maire de Tarascon                                                                 |
| 1874                                     |         | Eugène Pons                 | Droite              | Président du Tribunal de commerce, ancien Président de la commission municipale                             |
|                                          |         |                             |                     | |
|                                          | 1882    | Louis Chabanel              | Républicain         | Magistrat, maire de Tarascon                                                                                |
| 1882                                     | 1892    | Albert Pons                 | Conservateur        | Négociant à Tarascon                                                                                        |
| 1892                                     | 1907    | Jean Carrière               | Républicain         | Premier adjoint au maire de Tarascon                                                                        |
| 1907                                     | 1931    | Antoine Lafont              | SFIO puis PRS       | Adjoint au maire de Tarascon                                                                                |
| 1931                                     | 1940    | Pierre Carrière             | Radical             | Conseiller municipal de Tarascon                                                                            |
| 1940                                     |         |                             |                     | Les conseils d'arrondissement ont été suspendus par la loi du 12 octobre 1940 et n'ont jamais été réactivés |
| Les données manquantes sont à compléter. |         |                             |                     | |

## Démographie
| 1962   | 1968   | 1975   | 1982   | 1990   | 1999   | 2006   | 2011   | 2012   |
| ------ | ------ | ------ | ------ | ------ | ------ | ------ | ------ | ------ |
| 11 070 | 13 280 | 13 006 | 13 841 | 14 583 | 16 879 | 17 745 | 17 664 | 18 091 |